# Марли (кантон)
Марли (фр. Marly) — кантон во Франции, находится в регионе О-де-Франс, департамент Нор, округ Валансьен.

## История
Кантон образован в результате реформы 2015 года. В его состав вошли отдельные коммуны упраздненных кантонов Валансьен-Эст и Конде-сюр-л’Эско.

## Состав кантона
В состав кантона входят коммуны (население по данным Национального института статистики за 2017 г.):
- Вик (1 492 чел.)
- Вьё-Конде (10 469 чел.)
- Карубль (2 992 чел.)
- Конде-сюр-л'Эско (9 698 чел.)
- Креспен (4 532 чел.)
- Кьеврешен (6 366 чел.)
- Кюржи (1 218 чел.)
- Марли (11 855 чел.)
- Одоме (936 чел.)
- Презо (1 932 чел.)
- Ромби-э-Маршипон (760 чел.)
- Себур (1 969 чел.)
- Сент-Эбер (379 чел.)
- Сольтен (2 398 чел.)
- Тивансель (846 чел.)
- Эрньи (4 437 чел.)
- Эстрё (956 чел.)

## Политика
На президентских выборах 2022 г. жители кантона отдали в 1-м туре Марин Ле Пен 36,0 % голосов против 20,9 % у Эмманюэля Макрона и 20,0 % у Жана-Люка Меланшона; во 2-м туре в кантоне победила Ле Пен, получившая 58,4 % голосов. (2017 год. 1 тур: Марин Ле Пен – 34,6 %,  Жан-Люк Меланшон – 22,4 %, Эмманюэль Макрон – 16,7 %, Франсуа Фийон – 13,0 %; 2 тур: Ле Пен – 52,9 %. 2012 год. 1 тур: Франсуа Олланд — 27,0 %, Марин Ле Пен — 25,6 %, Николя Саркози — 21,8 %; 2 тур: Олланд — 54,9 %).
С 2015 года кантон в Совете департамента Нор представляют мэр города Марли Жан-Ноэль Верфайи (Jean-Noël Verfaillie) (Разные правые) и член совета коммуны Тивансель, депутат Национального собрания Франции Беатрис Дешам (Béatrice Descamps) (Союз демократов и независимых).
|                | Кандидаты                       | Партия                   | Первый тур | Первый тур     | Второй тур | Второй тур |
| Кол-во голосов | Кандидаты                       | Партия                   | % голосов  | Кол-во голосов | % голосов  |            |
| -------------- | ------------------------------- | ------------------------ | ---------- | -------------- | ---------- | ---------- |
|                | Жан-Ноэль Верфайи Беатрис Дешам | Правый блок              | 5 538      | 50,67          | 7 201      | 67,07      |
|                | Франк Делож Сабина Дефоссес     | Национальное объединение | 3 322      | 30,39          | 3 535      | 32,93      |
|                | Элизабет Катьо Жюльен Чапски    | Левый блок – Зелёные     | 2 070      | 18,94          |            |            |

|                | Кандидаты                        | Партия                      | Первый тур | Первый тур     | Второй тур | Второй тур |
| Кол-во голосов | Кандидаты                        | Партия                      | % голосов  | Кол-во голосов | % голосов  |            |
| -------------- | -------------------------------- | --------------------------- | ---------- | -------------- | ---------- | ---------- |
|                | Жан-Ноэль Верфайи Беатрис Дешам  | Правый блок                 | 5 405      | 28,81          | 10 011     | 57,79      |
|                | Лорин Лестьян Людовик Мартель    | Национальный фронт          | 5 871      | 31,29          | 7 311      | 42,21      |
|                | Вероник Бюзин Фабьен Тьем        | Левый фронт                 | 5 207      | 27,75          |            |            |
|                | Валери Капель Ив Флоке           | Социалистическая партия     | 1 269      | 6,76           |            |            |
|                | Фредерик Биго Жанин Лекайе       | Европа Экология — «Зелёные» | 468        | 2,49           |            |            |
|                | Кати Бассё Доминик Слаболеспи    | Крайне правые               | 322        | 1,72           |            |            |
|                | Ролан Бувар Виржини Девийе-Пуавр | Разные правые               | 220        | 1,17           |            |            |